# Twiningia permista
Twiningia permista är en insektsart som beskrevs av Beamer 1942. Twiningia permista ingår i släktet Twiningia och familjen dvärgstritar. Inga underarter finns listade i Catalogue of Life.